# Milena Azevedo
Milena Azevedo é uma roteirista de quadrinhos e historiadora brasileira. Mestre em História pela Unisinos, Milena já trabalhou como professora e empresária, atuando desde 2006 como roteirista e letrista de HQs. Em 2012, começou o projeto Visualizando Citações, no qual escrevia roteiros inspirados em citações famosas com a participação de diversos desenhistas. Este projeto ganhou uma versão impressa no ano seguinte através de financiamento coletivo. Em 2018, a HQ Amor em Quadrinhos, organizada por Milena no ano anterior, foi finalista ao troféu de melhor publicação alternativa no Festival de Angoulême. A obra trazia adaptações feitas por Milena para poesias de Glácia Marillac com ilustrações de diversos artistas. Em 2019, Milena ganhou o Prêmio Angelo Agostini na categoria "melhor lançamento" por seu trabalho na HQ Gibi de Menininha.